# Rozerotte
Rozerotte – miejscowość i gmina we Francji, w regionie Grand Est, w departamencie Wogezy.
Według danych na rok 1990 gminę zamieszkiwało 217 osób, a gęstość zaludnienia wynosiła 34 osoby/km² (wśród 2335 gmin Lotaryngii Rozerotte plasuje się na 828. miejscu pod względem liczby ludności, natomiast pod względem powierzchni na miejscu 887.).